# Gérard Farison
Gérard Farison (Saint-Étienne, 15 maart 1944 - Saint-Raphaël, 8 september 2021) was een Franse voetballer. Farison speelde als verdediger bij AS Saint-Étienne.

## Carrière
Ondanks talrijke wedstrijden in de jeugdteam tekent Farison zijn eerste stagecontract pas in 1967, op 23-jarige leeftijd. Hij maakt debuut bij het eerste elftal in seizoen 1967-1968. Farison heeft bijnaam gekregen 'Tachan' vanwege gelijkenis aan zanger Henri Tachan.
Hij werd tijdens een vriendschappelijke wedstrijd tegen Polen door Michel Hidalgo naar het Franse team geroepen. De wedstrijd werd gewonnen door de Blues met een score van twee doelpunten. Hij heeft gespeeld tegen het Deense voetbalelftal. Dat was enige interland toen hij had gespeeld.
Farison overleed op 8 september 2021.